# Halecium capillare
Halecium capillare är en nässeldjursart som först beskrevs av Pourtalès 1907.  Halecium capillare ingår i släktet Halecium och familjen Haleciidae. Inga underarter finns listade i Catalogue of Life.